# Tarista albiapicalis
Tarista albiapicalis là một loài bướm đêm trong họ Noctuidae.